# Salvatore Sanfilippo (politico 1907)
Salvatore Sanfilippo (Chicago, 24 giugno 1907 – 10 giugno 1972) è stato un politico italiano.

## Biografia
Laureato in giurisprudenza, lavora come funzionario bancario. Impegnato in politica con il Partito Repubblicano Italiano, è candidato alla Camera alle elezioni del 1958 risultando il primo dei non eletti nel collegio di Palermo. Diventa deputato l'8 giugno 1961 dopo la morte del collega Francesco De Vita, aderisce al gruppo misto. Rimane in carica per il resto della III Legislatura, terminando il proprio mandato parlamentare nel 1963.
Nello stesso anno viene eletto con il PRI all'Assemblea Regionale Siciliana con 6.029 preferenze, restando in carica fino al 1967.
Muore il 10 giugno 1972, due settimane prima di compiere 65 anni.